# Mihailo Petrović
Mihailo Petrović (18 d'octubre de 1957) és un futbolista serbi. Va disputar 1 partit amb la selecció de Iugoslàvia.

## Estadístiques
| Selecció de Iugoslàvia | Selecció de Iugoslàvia | Selecció de Iugoslàvia |
| Anys                   | Partits                | Gols                   |
| ---------------------- | ---------------------- | ---------------------- |
| 1980                   | 1                      | 0                      |
| Total                  | 1                      | 0                      |